# Vau (vela)

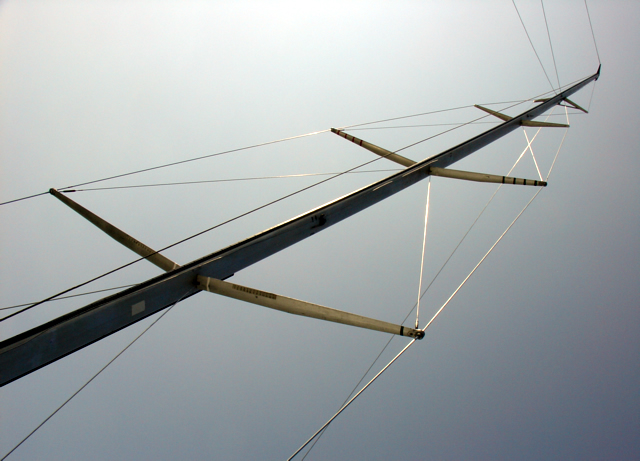
Mastro com quatro vaus

Vau ou cruzeta  é um tipo de viga horizontal  para bombordo e estibordo dos mastros dos veleiro onde se apoiam os brandais com a finalidade de fixar o mastro e de diminuir a pressão exercida sobre ele .